# Ōguchi
Ōguchi (jap. 大口町 Ōguchi-chō) – miasto w Japonii, na wyspie Honsiu, w prefekturze Aichi. Według danych na rok 2020 miejscowość zamieszkiwało 24 305 mieszkańców , a gęstość zaludnienia wyniosła 1785,8 os./km².